# Sarkviridae
Sarkviridae ist eine im März 2025 als Familie eingerichtete Gruppe von Viren mit Kopf-Schwanz-Aufbau vom Morphotyp B (Siphoviren).
Ihre Wirte sind Bakterien, was sie als Bakteriophagen klassifiziert.

## Beschreibung
Genomische, proteomische und phylogenetische Daten zeigten, dass es sich bei dieser Gruppe von Phagen um eine Verwandtschaftsgruppe (Klade) im Rang einer Familie handelt, zu der insbesondere die bereits zuvor eingerichtete Unterfamilie Guernseyvirinae  gehört, nicht aber die Gattung Otakuvirus (und ebenso Seretavirus).

## Systematik
Die Systematik der Sarkviridae ist nach International Committee on Taxonomy of Viruses (ICTV), ergänzt um einige Vorschläge nach der Taxonomie des National Center for Biotechnology Information (NCBI) in Hochkommata mit Stand 1. April 2025 (MSL#40v1) wie folgt:
Familie Sarkviridae (Jersey-like siphophages)
- Unterfamilie Guernseyvirinae (ursprünglich als Jerseyvirinae vorgeschlagen,[5] 3 Gattungen)
  - Gattung Cornellvirus (früher Sp31virus, Sp3unalikevirus; 9 Spezies)
    - Spezies Cornellvirus GRNsp27, mit Salmonella-Phage GRNsp27
    - Spezies Cornellvirus SE1, mit Salmonella-Phage vB_SenS_SE1
    - Spezies Cornellvirus SenTO17, mit Salmonella-Phage vB_SenTO17
    - Spezies Cornellvirus shemara, mit Salmonella-Phage Shemara
    - Spezies Cornellvirus SP31 (Salmonella-Virus SP31), mit Salmonella-Phage FSL SP-031
    - Spezies Cornellvirus St162, mit Salmonella-Phage St162
    - Spezies Cornellvirus TS6, mit Salmonella-Phage TS6
    - Spezies Cornellvirus VSiP Salmonella virus VSiP
    - Spezies Cornellvirus ZS, mit Salmonella-Phage vB_STM-ZS

  - Gattung Jerseyvirus (früher Jerseylikevirus; 64 bestätigte Spezies)[6]
    - Spezies Jerseyvirus blauehaus, mit Salmonella phage blauehaus
    - Spezues Jerseyvirus celemicas, mit Salmonella-Phage celemicas
    - Spezues Jerseyvirus demigod, mit Salmonella-Phage demigod
    - Spezies Jerseyvirus dunkel, mit Salmonella-Phage dunkel
    - Spezues Jerseyvirus horsemountain, mit Salmonella-Phage horsemountain
    - Spezies Jerseyvirus jersey, mit Salmonella-Phage Jersey[7][A. 1]
    - Spezues Jerseyvirus shelanagig, mit Salmonella-Phage Shelanagig
    - Spezues Jerseyvirus sidste, mit Salmonella-Phage sitste
    - Spezues Jerseyvirus skrot, mit Salmonella-Phage skrot
    - Spezies …
    - Spezies „Salmonella phage MA12“ („Salmonella-Phage MA12“, alias „Salmonella enterica Serovar Enteritidis Bacteriophage MA12“); unterscheide: Pectobacterium-Phage MA12

  - Gattung Kagunavirus  (früher K1gvirus, K1glikevirus; 12 Spezies)
    - Spezies Kagunavirus golestan, mit Escherichia-Phage vB_EcoS-Golestan
    - Spezies Kagunavirus K1G, mit Escherichia-Phage K1G alias Escherichia-Phage K1-dep(4)
    - Spezies Kagunavirus K1H, mit Escherichia-Phage K1H
    - Spezies Kagunavirus K1ind1, mit Escherichia-Phage K1ind1
    - Spezies Kagunavirus K1ind2, mit Escherichia-Phage K1ind2
    - Spezies Kagunavirus RP180, mit Raoultella-Phage RP180
    - Spezies …
- ohne zugewiesene Unterfamilie
  - Gattung Otakuvirus
    - Spezies Otakuvirus otaku, mit Serratia-Phage vB_SmaM-Otaku
    - Spezies Otakuvirus Tsm2, mit Serratia-Phage Tsm2

  - Gattung Seretavirus
    - Spezies Seretavirus eta, mit Serratia-Phage Eta

## Etymologie
Die Bezeichnung der Familie Sarkviridae verweist auf Sark, die der Unterfamilie
Guernseyvirinae auf Guernsey, und die der Gattung Jerseyvirus auf Jersey, drei der sieben bewohnten Kanalinseln im Ärmelkanal – das Thema war begonnen worden mit der Benennung von Salmonella-Phage Jersey.
Die Suffixe ‚-viridae‘, ‚-virinae‘ und ‚-virus‘ bezeichnen Virusfamilien, -unterfamilien, bzw. -gattungen (inkl. -untergattungen).

## Weiterführende Literatur
- Ignacio Vasquez, Julio Retamales, Barbara Parra, Vimbai Machimbirike, James Robeson, Javier Santander: Comparative Genomics of a Polyvalent Escherichia-Salmonella Phage fp01 and In Silico Analysis of Its Receptor Binding Protein and Conserved Enterobacteriaceae Phage Receptor. In: MDPI: Viruses, And 15, Nr. 2, 28. Januar 2023, S. 379; doi:10.3390/v15020379, PMC 9961651 (freier Volltext), PMID 36851593 (englisch).